# Гэмбл, Клайв
Клайв Гэмбл (Clive Gamble; род. 10 мая 1951) — британский археолог и антрополог.
Эмерит-профессор Саутгемптонского университета, член Британской академии (2000). Называется ведущим британским археологом, специализирующимся на ранних предках человека. Отмечен Rivers Memorial Medal (2005).
Степень доктора философии получил под началом Charles McBurney (archaeologist).
В 1973—1979 гг. лектор социологии Эссекского университета. С 1976 по 2004 г. лектор, профессор археологии (с 1995) Саутгемптонского университета, с 2011 г. вновь его профессор, с 2017 г. эмерит. В 2004—2011 гг. профессор Royal Holloway, University of London. Подготовил 37 PhD -студентов.
Президент Prehistoric Society (с 2018). Фелло и экс-вице-президент Society of Antiquaries, а также фелло и экс-президент Royal Anthropological Institute. В 2010—2018 гг. попечитель Британского музея. Член European Academy of Sciences (2017).
Проводил полевые исследования в Европе, в частности в Греции.
Автор книг «Origins and Revolutions: Human Identity in Earliest Prehistory» (2007), «Settling the Earth» (2013), «Thinking Big» (2014), «Making Deep History». Также автор «Archaeology: The Basics» (2007).